# Diritti LGBT in Mali
Le persone lesbiche, gay, bisessuali e transgender (LGBT) in Mali non sono perseguite dalla legge, ma non godono di un clima sociale a loro favorevole. 

## Legge sull'attività sessuale tra persone dello stesso sesso
L'omosessualità è legale in Mali.
L'articolo 179 del codice penale punisce gli atti di "pubblica indecenza" con multe e reclusione. Questo è stato a volte usato contro le persone LGBT che si impegnano in manifestazioni pubbliche di affetto.
Sebbene tecnicamente legale, le prevalenti credenze culturali e religiose della maggior parte dei cittadini del Mali considerano immorale l'attività sessuale tra individui dello stesso sesso e i ruoli di genere non tradizionali.

## Protezioni contro la discriminazione
Non ci sono leggi anti-discriminazione per proteggere la comunità LGBT da molestie e abusi. Sebbene non vi sia alcuna discriminazione ufficiale sulla base dell'orientamento sessuale a livello nazionale, la discriminazione sociale è diffusa.

## Adozione
L'articolo 522 del Portant Code des Personnes et de la Famille, che è stato approvato dall'Assemblea nazionale il 2 dicembre 2011 e successivamente firmato dal presidente del Mali, proibisce agli omosessuali di adottare bambini.

## Condizioni di vita
Il rapporto sui diritti umani del Dipartimento di Stato degli Stati Uniti del 2011 ha rilevato che: "Non c'erano organizzazioni lesbiche, gay, bisessuali e transgender (LGBT) pubblicamente visibili nel paese. La libera associazione delle organizzazioni LGBT era ostacolata da una legge che proibiva l'associazione "per uno scopo immorale"; nel 2005 l'allora governatore del distretto di Bamako ha citato questa legge per rifiutare il riconoscimento ufficiale a un'associazione per i diritti degli omosessuali".

## Opinione pubblica
Secondo il Pew Global Attitudes Project del 2007, il 98% degli adulti nel paese ritiene che l'omosessualità sia uno stile di vita che la società non dovrebbe accettare risultando il più alto tasso di non accettazione dei 45 paesi esaminati.

## Tabella riassuntiva
| Legalità dell'attività omosessuale                                  | Yes                |
| Parità di età del consenso                                          | (dal 1961)         |
| Leggi anti-discriminazione nel mondo del lavoro                     | No                 |
| Leggi anti-discriminazione nella fornitura di beni e servizi        | No                 |
| Leggi anti-discriminazione contro espressioni di odio e di violenza | No                 |
| Matrimonio tra persone dello stesso sesso                           | No                 |
| Riconoscimento delle coppie dello stesso sesso                      | No                 |
| Adozione da parte di coppie dello stesso sesso                      | (bandito dal 2011) |
| Adozione congiunta                                                  | (bandito dal 2011) |
| Permesso di servire apertamente come gay nelle forze armate         |                    |
| Diritto legale di cambiare genere sessuale                          |                    |
| L'accesso alla fecondazione in vitro per le lesbiche                | No                 |
| Maternità surrogata commerciale per le coppie maschili gay          | No                 |
| Permesso di donare il sangue                                        | No                 |